# Parque Aquático Vasco da Gama
O Parque Aquático Vasco da Gama, localizado no Complexo Esportivo de São Januário, é um dos principais centros de prática de esportes aquáticos do Rio de Janeiro, tendo sido inaugurado como o maior da América do Sul e terceiro melhor do mundo.
Idealizado ainda em 1950 na gestão de Octávio Menezes Póvoas, o complexo aquático foi entregue no dia 30 de agosto de 1953 pelo presidente Cyro de Sousa Aranha. Considerado um dos mais completos do país, ele possui arquibancada com capacidade para 6000 espectadores e é composto por quatro piscinas (uma olímpica, uma para saltos ornamentais e duas pequenas, destinada ao aquecimento dos atletas), plataforma para saltos ornamentais, vestiários, estação para tratamento de água e sala de musculação.
Ao longo dos anos, o centro esportivo passou por diversas reformas e melhorias, sendo a mais recente reinauguração em 2017, quando houve a revitalização completa da estrutura e aprimoramento das instalações, realizada em parceria com o Comitê Brasileiro de Clubes.
Atualmente, o parque atende às competições e treinamentos dos departamentos aquáticos olímpicos e paralímpicos do Club de Regatas Vasco da Gama, notadamente natação, polo aquático, nado sincronizado, saltos ornamentais e suas categorias de base. Além disso, serve também às escolas de natação e aos projetos sociais voltados às comunidades do entorno do clube.
Entre os eventos mais importantes sediados no local estão uma etapa da Copa do Mundo de Natação de 1998 (a primeira disputada no Brasil), como parte das comemorações pelo centenário do clube, o Pré-Olímpico de Polo Aquático em 2004, e algumas edições do Troféu Brasil de Natação. Em maio de 2018, o parque aquático voltou a receber uma competição oficial pela primeira vez em seis anos, com uma etapa do Circuito Estadual de Natação.
Em junho de 2024, foi inaugurado no Parque Aquático o primeiro pódio acessível instalado no país.